# 鹿に変身させられたアクタイオン
『鹿に変身させられたアクタイオン』（しかにへんしんさせられたアクタイオン、仏: Actéon métamorphosé en cerf、英: Actaeon Metamorphosed into a Deer）は、17世紀イタリア・バロック期の画家フランチェスコ・アルバーニが1640年ごろにキャンバス上に油彩で制作した絵画である。1665年ごろド・ラ・フイユ (de La Feuille) 氏のコレクションにあったもので、1671年にフランス国王ルイ14世に売却された。現在、パリのルーヴル美術館に所蔵されている。なお、ルーヴル美術館には、別の同主題作も所蔵されている。

## 作品

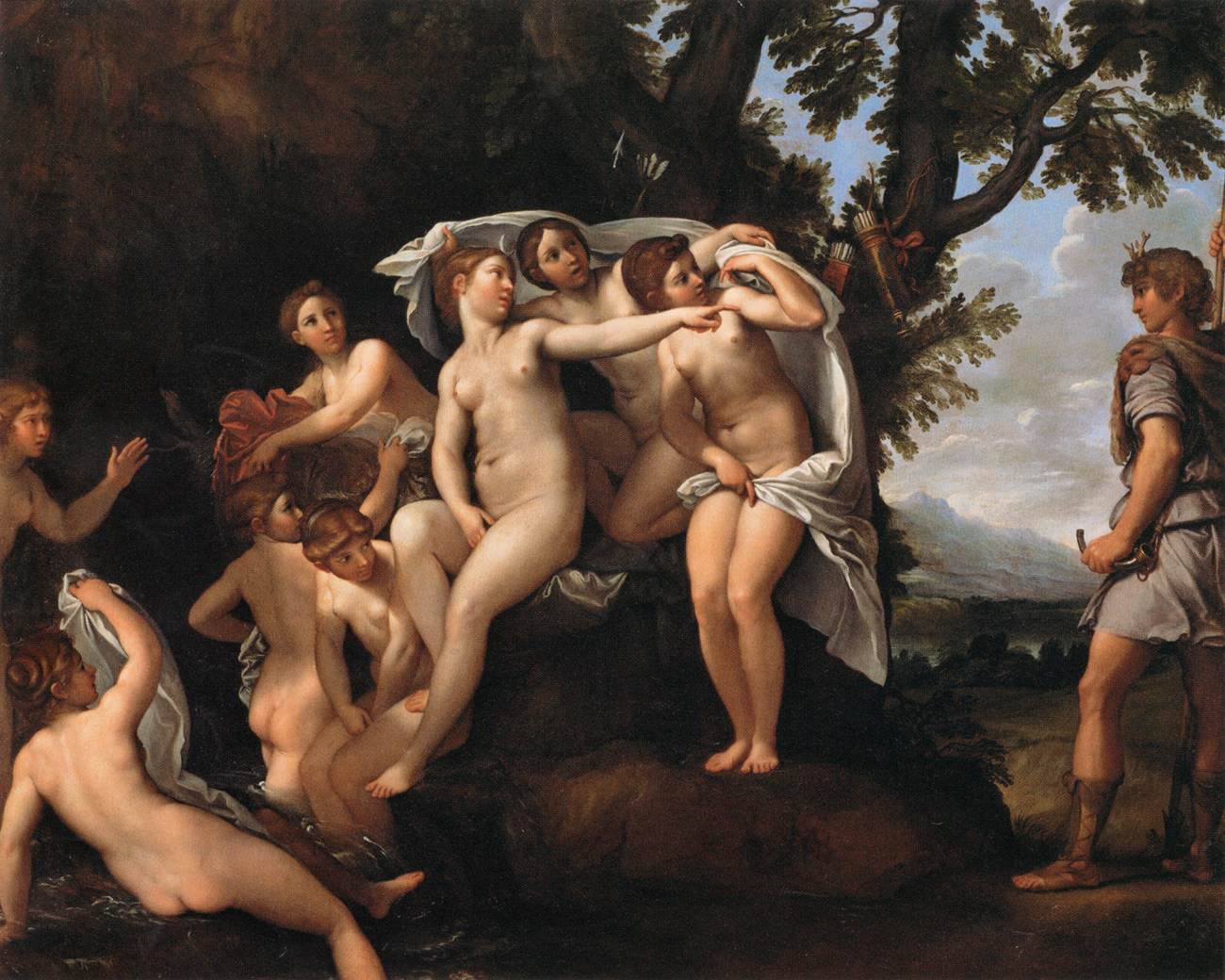
フランチェスコ・アルバーニ『鹿に変身させられたアクタイオン』 (1617年ごろ)、ルーヴル美術館、パリ

この絵画に描かれているのは狩猟、月、処女性、野生動物の女神ディアナである。彼女のアトリビュート (人物を特定する事物) は頭部の三日月、身に着けている矢筒、弓矢であり、狩猟の女神であることからしばしば猟犬を伴って描かれる。彼女は非常に潔癖な処女神で、けっして男性を受け入れようとはしなかった。ディアナの一番の楽しみは自分に仕えているニンフたちといっしょに山野を巡って狩りをすることで、狩りに興じた後はニンフたちとともに泉や川、湖で水浴を楽しんだ。彼女はアポロン同様、人間に厳しい面があり、純潔が穢されたり、自分の領域が侵されたりすると、人間を処刑することもあった。
本作の主題はオウィディウスの『変身物語』 (3章131節) から採られている。偶然にディアナが入浴しているところを目撃したアクタイオンは罰として鹿に姿を変えられ、彼自身の狩猟犬に貪り食われてしまう。画面では、女神が罪人アクタイオンを指し示し、裁きを申し伝える瞬間を描いている。画面左側で逃げ出そうとするアクタイオンはすでに角が伸び始めている。ディアナの顔にはどのような怒りの表情も見られず、喜びであろうと怒りであろうと神々は顔をしかめることのない古典主義的な理想に一致している。
ディアナの主題は、裸体の女性を見せるための口実となったものである。しかし、画面に描かれている女性たちの裸体像は、ごく自然なものというわけではない。彼女たちは両性具有で、小さな頭部、広い腰、異様なまでに引き伸ばされた背骨など慣習的な決まった形態が採用されている。構図は風景を巧みに利用することで成り立っている。洞窟にはきれいな湧き水が出て、女性たちの乳白色の身体を包んでいる。